# Casta Kșatrya

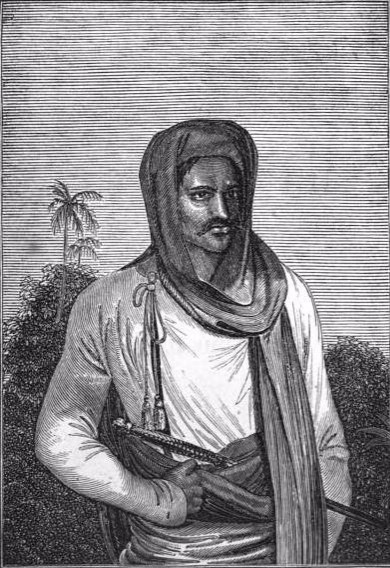
Portretul unui kșatrya hinduist (1835)

Kșatrya (în sanscrită क्षत्रिय, kṣatrya, războinic) era casta aristocrației militare, din vechea Indie, care dețineau funcții de conducere în instituțiile statului. În această castă se încadra și rajahul care împreună cu nobilii din anturajul său trebuia să studieze Veda pentru a cunoaște metodele de comandă în luptele de apărare a poporului. Alături de brahmani, casta războinicilor se bucura de multe privilegii sociale.
În ierarhia castelor, kșatrya figura pe locul al doilea, după casta brahmanilor, urmată de castele vaisya și sudra.